# Hello New World
『Hello New World』（ハロー・ニュー・ワールド）は、日本のデジタルロックユニット・OxTの1作目のフルアルバム。2018年9月12日にKADOKAWAより発売された。

## 概要
アルバムとしては前作『OxT COMPLETE SONGS “ACE OF DIAMOND”』から2年6か月ぶりの作品。ただし、前作はテレビアニメ『ダイヤのA』関連楽曲のみで構成されるコンプリートアルバムと位置付けられているため、本作がOxTの1枚目のアルバムとして扱われる。
ボーカル・オーイシマサヨシが自身の1枚目のシングルとしてリリースした「君じゃなきゃダメみたい」がOxT ver.としてリアレンジされたうえで再収録された一方で、『ダイヤのA』関連の楽曲7曲と8枚目のシングル表題曲「Silent Solitude」は収録されていない。
通常盤（ZMCZ-12411）および初回限定盤（ZMCZ-12410）の2形態で発売され、初回限定盤には本作に収録された各シングル表題曲のミュージック・ビデオが収録されたBlu-rayとオリジナルステッカーが封入された。
表題曲である「Hello New World」はOxTのお披露目ライブで1度だけ演奏された曲である。

## 収録内容
| #         | タイトル                              | 作詞      | 作曲      | 編曲                   | 時間  |
| --------- | ------------------------------------- | --------- | --------- | ---------------------- | ----- |
| 1.        | 「Introduction」                      |           | Tom-H@ck  | Tom-H@ck、eba          | 1:02  |
| 2.        | 「Hello New World」                   | 大石昌良  | Tom-H@ck  | Tom-H@ck、うたたね歌菜 | 3:41  |
| 3.        | 「Clattanoia」                        | hotaru    | 大石昌良  | Tom-H@ck               | 3:57  |
| 4.        | 「GO CRY GO」                         | hotaru    | 大石昌良  | Tom-H@ck               | 3:41  |
| 5.        | 「Around the world」                  | 稲葉エミ  | 大石昌良  | 奈良悠樹               | 3:45  |
| 6.        | 「O vs T」                            |           | OxT       | OxT                    | 1:23  |
| 7.        | 「One Hand Message」                  | hotaru    | OxT       | Tom-H@ck               | 3:29  |
| 8.        | 「STRIDER'S HIGH」                    | hotaru    | Tom-H@ck  | Tom-H@ck               | 4:01  |
| 9.        | 「Daily-go-round」                    | hotaru    | Tom-H@ck  | RINZO                  | 3:57  |
| 10.       | 「君じゃなきゃダメみたい -OxT ver.-」 | 大石昌良  | 大石昌良  | 本間昭光               | 4:05  |
| 11.       | 「Laughter Slaughter」                | hotaru    | OxT       | OxT                    | 3:22  |
| 12.       | 「MASS FOR THE DEAD」                 | hotaru    | 大石昌良  | eba                    | 3:07  |
| 合計時間: | 合計時間:                             | 合計時間: | 合計時間: | 合計時間:              | 39:30 |

| #  | タイトル                            | 作詞 | 作曲・編曲 |
| -- | ----------------------------------- | ---- | ---------- |
| 1. | 「Hello New World」(Music Video)    |      |            |
| 2. | 「STRIDER’S HIGH」(Music Video)     |      |            |
| 3. | 「Clattanoia」(Music Video)         |      |            |
| 4. | 「Laughter Slaughter」(Music Video) |      |            |
| 5. | 「GO CRY GO」(Music Video)          |      |            |
| 6. | 「Hello New World」(Making Video)   |      |            |

## タイアップ
Hello New World
ニコニコ生放送『オーイシ×加藤のニコ生☆音楽王』2018年9月度エンディングテーマ
Clattanoia
テレビアニメ『オーバーロード』オープニングテーマ
GO CRY GO
テレビアニメ『オーバーロードII』オープニングテーマ
ニコニコ生放送『オーイシ×加藤のニコ生☆音楽王』2018年2月度エンディングテーマ
One Hand Message
テレビアニメ『ハンドシェイカー』オープニングテーマ
STRIDER'S HIGH
テレビアニメ『プリンス・オブ・ストライド オルタナティブ』オープニングテーマ
Laughter Slaughter
劇場版総集編『オーバーロード 漆⿊の英雄』テーマソング
MASS FOR THE DEAD
ゲーム『MASS FOR THE DEAD』テーマソング